# Жене Хероји Совјетског Савеза
Херој Совјетског Савеза је било почасно звање, које је од 1934. до 1991. године постојало у Совјетском Савезу. У том периоду ово звање је добило 12.777 људи од чега свега 95 жена. 
Од укупног броја жена проглашених за Хероје Совјетског Савеза, готово све, њих 92 су биле учеснице Великог отаџбинског рата, изузев три — Полине Осипенко, жене пилота; Валентине Терешкове и Светлане Савицке, жена космонаута. Прве жене које су добиле звање Хероја Совјетског Савеза, 2. новембра 1938. године, биле су совјетске авијатичарке — Валентина Гризодубова, Полина Осипенко и Марина Раскова. Последње жене проглашене за хероје, 5. маја 1990. године биле су —  Јекатерина Зеленко, Лидија Литвјак и Јекатерина Дјомина. Светлана Савицка је једина жена проглашена за двоструког Хероја Совјетског Савеза. Постхумно је одликовано 49 жена, а за живота њих 46.  
Пре почетка Великог отаџбинског рата, 1938. године су проглашене 3 жене, у току рата је проглашено 49 жена, док је после рата проглашено 43 жене. У ток рата, од фебруара 1942. до марта 1945. године одликовано је 49 жена, од чега 1942. године њих 4, 1943. године 15, 1944. године 18 и 1945. године 12. У послератном периоду највећи број жена је одликован у периоду од маја до септембра 1945. године њих 11 и на двадесету годишњицу победе на фашизмом, маја 1965. године њих 14 жена. 
Тренутно су живе свега три жене Хероји СССР — Јекатерина Дјомина, Валентина Терешкова и Светлана Савицка.

### Велики отаџбински рат
У Црвеној армији се током Великог отаџбинског рата борило преко 800.000 жена, од чега је њих скоро 200.000 одликовано, а 92 су проглашене за Хероје Совјетског Савеза. У почетном периоду рата, 1941. године, највећи број жена, које су се добровољно пријављивале за војску, упућиван је у медицинске и друге помоћне јединице. Касније се улога жене у војсци променила и оне су биле — пилоти, снајперисти, чланови посаде тенка и др. Посебна активност жена је била у совјетским партизанским јединицама, које су деловале на окупираним подручјима Совјетског Савеза. Такође, жене које су остајале у позадини, преузимала су на себе терет рата — радећи тешке послове у индустрији, пољопривреди, транспорту и обављајући друге цивилне дужности. 
Од 92 жене хероја, које су као учеснице Великог отаџбинског рата, њих 49 је погинуло током рата. Прва жена Хероја Совјетског Савеза, која је проглашена за своје заслуге током Великог отаџбинског рата била је совјетска партизанска Зоја Космодемјанскаја, која је проглашена 16. фебруара 1942. године. 
Након распада Совјетског Савеза, у Руској Федерацији је 1993. године уведено звање Хероја Руске Федерације и њега је добило 9 жена учесница Великог отаџбинског рата.

## Списак жена Хероја Совјетског Савеза
1. Раиса Арнова (1920—1982), за Хероја Совјетског Савеза проглашена 15. маја 1946. године.
2. Марија Бајда (1922—2002), за Хероја Совјетског Савеза проглашена 20. јуна 1942. године.
3. Татјана Барамзина (1919—1944), за Хероја Совјетског Савеза проглашена 24. марта 1945. године.
4. Марија Батракова (1922—1997), за Хероја Совјетског Савеза проглашена 19. марта 1944. године.
5. Вера Белик (1921—1944), за Хероја Совјетског Савеза проглашена 23. фебруара 1945. године.
6. Анастасија Бисенијек (1899—1943), за Хероја Совјетског Савеза проглашена 8. маја 1965. године.
7. Марија Боровиченко (1925—1943), за Хероја Совјетског Савеза проглашена 6. маја 1965. године.
8. Надежда Волкова (1920—1942), за Хероја Совјетског Савеза проглашена 8. маја 1965. године.
9. Руфина Гашева (1921—2012), за Хероја Совјетског Савеза проглашена 23. фебруара 1945. године.
10. Полина Гељман (1919—2005), за Хероја Совјетског Савеза проглашена 15. маја 1946. године.
11. Валерија Гнаровскаја (1923—1943), за Хероја Совјетског Савеза проглашена 3. јуна 1944. године.
12. Нина Гнилицкаја (1916—1941), за Хероја Совјетског Савеза проглашена 3. марта 1943. године.
13. Валентина Гризодубова (1909—1993), за Хероја Совјетског Савеза проглашена 2. новембра 1939. године.
14. Улијана Громова (1924—1943), за Хероја Совјетског Савеза проглашена 13. септембра 1943. године.
15. Јекатерина Дјомина (1925—2019), за Хероја Совјетског Савеза проглашена 5. маја 1990. године.
16. Дарија Дјаченко (1924—1944), за Хероја Совјетског Савеза проглашена 1. јула 1958. година.
17. Марија Долина (1922—2010), за Хероја Совјетског Савеза проглашена 18. августа 1945. године.
18. Јевгенија Жигуленко (1920—1994), за Хероја Совјетског Савеза проглашена 23. фебруара 1945. године.
19. Јекатерина Зеленко (1916—1941), за Хероја Совјетског Савеза проглашена 5. маја 1990. године.
20. Јефросинија Зењкова (1923—1984), за Хероја Совјетског Савеза проглашена 1. јула 1958. године.
21. Антоњина Зупкова (1920—1950), за Хероја Совјетског Савеза проглашена 18. августа 1945. године.
22. Ана Јегорова (1916—2009), за Хероја Совјетског Савеза проглашена 6. маја 1965. године.
23. Вера Кашчејева (1922—1975), за Хероја Совјетског Савеза проглашена 22. фебруара 1944. године.
24. Анеља Кшивоњ (1925—1943), за Хероја Совјетског Савеза проглашена 11. новембра 1943. године.
25. Марија Кисљак (1925—1943), за Хероја Совјетског Савеза проглашена 8. маја 1965. године.
26. Наталија Ковшова (1920—1942), за Хероја Совјетског Савеза проглашена 14. фебруара 1943. године.
27. Јелена Колесова (1920—1942), за Хероја Совјетског Савеза проглашена 21. новембра 1944. године.
28. Ксенија Константинова (1925—1943), за Хероја Совјетског Савеза проглашена 4. јуна 1944. године.
29. Тамара Константинова (1919—1999), за Хероја Совјетског Савеза проглашена 29. јуна 1945. године.
30. Зоја Космодемјанскаја (1923—1941), за Хероја Совјетског Савеза проглашена 16. фебруара 1942. године.
31. Татјана Костирина (1924—1943), за Хероја Совјетског Савеза проглашена 16. мај 1944. године.
32. Људмила Кравец (1923—2015), за Хероја Совјетског Савеза проглашена 31. мај 1945. године.
33. Лен Кулман (1920—1943), за Хероја Совјетског Савеза проглашена 8. маја 1965. године.
34. Ирина Левченко (1924—1973), за Хероја Совјетског Савеза проглашена 6. маја 1965. године.
35. Ана Лисицина (1922—1942), за Хероја Совјетског Савеза проглашена 25. септембра 1943. године.
36. Лидија Литвјак (1921—1943), за Хероја Совјетског Савеза проглашена 5. маја 1990. године.
37. Јелена Мазаник (1914—1996), за Хероја Совјетског Савеза проглашена 29. октобар 1943. године.
38. Татјана Макарова (1920—1944), за Хероја Совјетског Савеза проглашена 23. фебруара 1945. године.
39. Маншук Маметова (1922—1943), за Хероја Совјетског Савеза проглашена 1. марта 1944. године.
40. Татјана Мариненко (1920—1942), за Хероја Совјетског Савеза проглашена 6. маја 1965. године.
41. Зинаида Маресева (1923—1943), за Хероја Совјетског Савеза проглашена 22. фебруара 1944. године.
42. Ана Масловскаја (1920—1980), за Хероја Совјетског Савеза проглашена 15. августа 1944. године.
43. Наталија Меклин-Кравцова (1922—2005), за Хероја Совјетског Савеза проглашена 23. фебруар 1945. године.
44. Марија Мелентјева (1924—1943), за Хероја Совјетског Савеза проглашена 25. септембра 1943. године.
45. Марија Мелникајте (1923—1943), за Хероја Совјетског Савеза проглашена 22. марта 1944. године.
46. Алија Молдагулова (1925—1944), за Хероја Совјетског Савеза проглашена 4. јуна 1944. године.
47. Ана Морозова (1921—1944), за Хероја Совјетског Савеза проглашена 8. маја 1965. године.
48. Клавдија Назарова (1920—1942), за Хероја Совјетског Савеза проглашена 20. августа 1945. године.
49. Ана Никандрова (1921—1944), за Хероја Совјетског Савеза проглашена 24. марта 1945. године.
50. Јевдокија Никулина (1917—2003), за Хероја Совјетског Савеза проглашена 26. октобра 1944. године.
51. Јевдокија Носаљ (1918—1943), за Хероја Совјетског Савеза проглашена 24. маја 1943. године.
52. Марија Октјабрискаја (1905—1944), за Хероја Совјетског Савеза проглашена 2. августа 1944. године.
53. Нина Онилова (1921—1941), за Хероја Совјетског Савеза проглашена 14. маја 1965. године.
54. Полина Осипенко (1907—1939), за Хероја Совјетског Савеза проглашена 2. новембра 1939. године.
55. Марија Осипова (1908—1999), за Хероја Совјетског Савеза проглашена 29. октобар 1943. године.
56. Људмила Павличенко (1916—1974), за Хероја Совјетског Савеза проглашена 25. октобра 1943. године.
57. Зоја Парфјонова (1920—1993), за Хероја Совјетског Савеза проглашена 18. августа 1945. године.
58. Јевдокија Паско (1919—2017), за Хероја Совјетског Савеза проглашена 26. октобар 1944. године.
59. Антоњина Петрова (1915—1942), за Хероја Совјетског Савеза проглашена 6. априла 1942. године.
60. Галина Петрова (1920—1943), за Хероја Совјетског Савеза проглашена 17. новембра 1944. године.
61. Марија Поливанова (1922—1942), за Хероја Совјетског Савеза проглашена 14. фебруара 1943. године.
62. Надежда Попова (1921—2013), за Хероја Совјетског Савеза проглашена 23. фебруара 1945. године.
63. Зинаида Портнова (1926—1944), за Хероја Совјетског Савеза проглашена 1. јула 1958. године.
64. Федора Пушина (1923—1943), за Хероја Совјетског Савеза проглашена 10. јануара 1944. године.
65. Марина Ракова (1912—1943), за Хероја Совјетског Савеза проглашена 2. новембра 1939. године.
66. Нина Распопова (1913—2009), за Хероја Совјетског Савеза проглашена 15. маја 1946. године.
67. Лариса Ратушнаја (1921—1944), за Хероја Совјетског Савеза проглашена 8. маја 1965. године.
68. Јекатерина Рјабова (1921—1974), за Хероја Совјетског Савеза проглашена 23. фебруара 1945. године.
69. Лариса Розанова (1918—1997), за Хероја Совјетског Савеза проглашена 23. фебруара 1948. године.
70. Јевгенија Руднева (1920—1944), за Хероја Совјетског Савеза проглашена 26. октобра 1944. године.
71. Светлана Савицкаја (1948), двоструки Херој Совјетског Савеза, проглашена 27. августа 1982. и 29. јула 1984. године.
72. Зинаида Самсонова (1924—1944), за Хероја Совјетског Савеза проглашена 3. јуна 1944. године.
73. Олга Санфирова (1917—1944), за Хероја Совјетског Савеза проглашена 23. фебруара 1945. године.
74. Валентина Сафронова (1918—1943), за Хероја Совјетског Савеза проглашена 8. маја 1965. године.
75. Ирина Себрова (1914—2000), за Хероја Совјетског Савеза проглашена 23. фебруара 1945. године.
76. Магуба Сиртланова (1912—1971), за Хероја Совјетског Савеза проглашена 15. маја 1946. године.
77. Марија Смирнова (1920—2002), за Хероја Совјетског Савеза проглашена 26. октобар 1944. године.
78. Нина Сосњина (1923—1943), за Хероја Совјетског Савеза проглашена 8. маја 1965. године.
79. Јелена Стемпковскаја (1921—1942), за Хероја Совјетског Савеза проглашена 15. маја 1946. године.
80. Валентина Терешкова (1937), за Хероја Совјетског Савеза проглашена 22. јуна 1963. године.
81. Надежда Тројан (1921—2011), за Хероја Совјетског Савеза проглашена 29. октобра 1943. године.
82. Зинаида Туснолобова Марченко (1920—1980), за Хероја Совјетског Савеза проглашена 6. децембра 1957. године.
83. Јелена Убијвовк (1918—1942), за Хероја Совјетског Савеза проглашена 8. маја 1965. године.
84. Нина Уљаненко (1923—2005), за Хероја Совјетског Савеза проглашена 18. августа 1945. године.
85. Надежда Федутенко (1915—1978), за Хероја Совјетског Савеза проглашена 18. августа 1945. године.
86. Клавдија Фомичова (1917—1958), за Хероја Совјетског Савеза проглашена 18. августа 1945. године.
87. Антоњина Худјакова (1917—1998), за Хероја Совјетског Савеза проглашена 15. мај 1946. године.
88. Марија Цуканова (1924—1945), за Хероја Совјетског Савеза проглашена 14. септембра 1945. године.
89. Јелисавета Чајкина (1918—1941), за Хероја Совјетског Савеза проглашена 6. марта 1943. године.
90. Вера Чаружа (1903—1942), за Хероја Совјетског Савеза проглашена 17. мај 1960. године.
91. Марина Чечнева (1921—1984), за Хероја Совјетског Савеза проглашена 15. мај 1946. године.
92. Галина Џунковска (1922—1985), за Хероја Совјетског Савеза проглашена 18. августа 1945. године.
93. Љубов Шевцова (1924—1943), за Хероја Совјетског Савеза проглашена 13. септембар 1943. године.
94. Марија Шчербаченко (1922—2016), за Хероја Совјетског Савеза проглашена 23. октобар 1943. године.
95. Марија Шкарлетова (1925—2003), за Хероја Совјетског Савеза проглашена 24. марта 1945. године.